# ミッキー&ミニー トリック&チェイス
『ミッキー&ミニー トリック&チェイス』（ミッキーアンドミニー トリックアンドチェイス、国際名： Disney's Hide & Sneak）は、カプコン開発、ディズニー・インタラクティブ・スタジオ販売のニンテンドー ゲームキューブ用ディズニーゲームソフト。日本では2003年12月4日に発売された。

## 評価
このゲームは非常に悪い評価を受けた。